# 5304 Баженов
5304 Баженов (5304 Bazhenov) — астероїд головного поясу, відкритий 2 жовтня 1978 року.
Тіссеранів параметр щодо Юпітера — 3,237.